# Grand Prix Argentyny 1979
Grand Prix Argentyny 1979 (oryg. Gran Premio de la Republica Argentina) – pierwsza runda Mistrzostw Świata Formuły 1 w sezonie 1979, która odbyła się 21 stycznia 1979, po raz 14. na torze Autódromo Oscar Alfredo Gálvez.
15. Grand Prix Argentyny, 14. zaliczane do Mistrzostw Świata Formuły 1.

## Wyniki

### Wyścig
Źródło: Wyprzedź Mnie!
| Poz. | Nr. | Kierowca              | Konstruktor        | Okrążeń | Czas/powód n.u                | Poz. start. | Punktów |
| ---- | --- | --------------------- | ------------------ | ------- | ----------------------------- | ----------- | ------- |
| 1    | 26  | Jacques Laffite       | Ligier-Ford        | 53      | 1:36:03.21                    | 1           | 9       |
| 2    | 2   | Carlos Reutemann      | Lotus-Ford         | 53      | +14.94 sek.                   | 3           | 6       |
| 3    | 7   | John Watson           | McLaren-Ford       | 53      | +1:28.81                      | 6           | 4       |
| 4    | 25  | Patrick Depailler     | Ligier-Ford        | 53      | +1:41.72                      | 2           | 3       |
| 5    | 1   | Mario Andretti        | Lotus-Ford         | 52      | +1 okrążenie                  | 7           | 2       |
| 6    | 14  | Emerson Fittipaldi    | Fittipaldi-Ford    | 52      | +1 okrążenie                  | 11          | 1       |
| 7    | 18  | Elio de Angelis       | Shadow-Ford        | 52      | +1 okrążenie                  | 16          |         |
| 8    | 30  | Jochen Mass           | Arrows-Ford        | 51      | +2 okr.                       | 14          |         |
| 9    | 27  | Alan Jones            | Williams-Ford      | 51      | +2 okr.                       | 15          |         |
| 10   | 28  | Clay Regazzoni        | Williams-Ford      | 51      | +2 okr.                       | 17          |         |
| 11   | 22  | Derek Daly            | Ensign-Ford        | 51      | +2 okr.                       | 24          |         |
| NS   | 12  | Gilles Villeneuve     | Ferrari            | 48      | Silnik                        | 10          |         |
| NS   | 31  | Héctor Rebaque        | Lotus-Ford         | 46      | Zawieszenie                   | 19          |         |
| NS   | 17  | Jan Lammers           | Shadow-Ford        | 42      | Przen napędu                  | 21          |         |
| NS   | 20  | James Hunt            | Wolf-Ford          | 41      | Elektronika                   | 18          |         |
| NS   | 4   | Jean-Pierre Jarier    | Tyrrell-Ford       | 15      | Silnik                        | 4           |         |
| NS   | 15  | Jean-Pierre Jabouille | Renault            | 15      | Silnik                        | 12          |         |
| NS   | 5   | Niki Lauda            | Brabham-Alfa Romeo | 8       | Prob. z paliwem               | 23          |         |
| NS   | 16  | René Arnoux           | Renault            | 6       | Silnik                        | 25          |         |
| NS   | 11  | Jody Scheckter        | Ferrari            | 0       | kontuzjowany podczas 1 startu | 5           |         |
| NS   | 3   | Didier Pironi         | Tyrrell-Ford       | 0       | wycofał się po 1 starcie      | 8           |         |
| NS   | 8   | Patrick Tambay        | McLaren-Ford       | 0       | wycofał się po 1 starcie      | 9           |         |
| NS   | 6   | Nelson Piquet         | Brabham-Alfa Romeo | 0       | wycofał się po 1 starcie      | 20          |         |
| NS   | 24  | Arturo Merzario       | Merzario-Ford      | 0       | wycofał się po 1 starcie      | 22          |         |
| NW   | 29  | Riccardo Patrese      | Arrows-Ford        |         | Wypadek                       | 13          |         |
| NW   | 9   | Hans Joachim Stuck    | ATS-Ford           |         | Nie gotowy bolid              |             |         |

### Najszybsze okrążenie
Źródło: Wyprzedź Mnie!
| Nr | Kierowca        | Konstruktor | Czas     | Okr. |
| -- | --------------- | ----------- | -------- | ---- |
| 25 | Jacques Laffite | Ligier      | 1:46,910 | 42   |

## Prowadzenie w wyścigu
| Nr                              | Kierowca          | Okrążenia | Suma |
| ------------------------------- | ----------------- | --------- | ---- |
| 25                              | Patrick Depailler | 1-10      | 10   |
| 26                              | Jacques Laffite   | 11-53     | 43   |
| \| Wykres \| \| ------ \| \| \| |                   |           |      |
| Wykres                          |                   |           |      |
|                                 |                   |           |      |